# Turtmanngletscher
Turtmanngletscher – lodowiec o długości 5 km (2005 r.) i powierzchni 5,91 km² (1973 r.).
Lodowiec położony jest w Alpach Pennińskich w kantonie Valais w Szwajcarii.